# 謀議 (映画)
『謀議』（ぼうぎ、原題: Conspiracy）は、第二次世界大戦中にドイツのヴァンゼーでナチス・ドイツ高官達が集まって開かれた、ヨーロッパ・ユダヤ人絶滅を議論したヴァンゼー会議をテーマにした、アメリカ・イギリス共同制作のテレビ映画。
日本ではスター・チャンネルで放送された他、WOWOWでは『コンスピラシー アウシュビッツの黒幕』のタイトルで放送された。

## 概要
アメリカ合衆国のケーブルテレビ局・HBOが2001年にイギリスからケネス・ブラナーを主演に招いて制作したテレビ放映用の歴史映画。劇場映画並の俳優陣と脚本・演出によりヴァンゼー会議の内幕を再現し、エミー賞主演男優賞・同脚本賞を獲得、作品賞 (テレビ映画部門)にノミネートされるなど高い評価と話題を呼んだ。

## あらすじ
1942年1月20日、ベルリンの高級住宅地である大ヴァンゼー湖畔に建つ豪華な邸宅に、ナチス・ドイツの政府・親衛隊・ナチ党・占領地域総督府などの高官達15人が参集した。邸宅内では豪華な料理やワイン、葉巻などが高官達を迎えるべく用意されていたが、高官達は何のために集められたのかを図りかねていた。議長役のラインハルト・ハイドリヒ国家保安本部長官が最後に到着、後に「ヴァンゼー会議」と呼ばれる討議が始まった。各組織や高官個人の信条など思惑が交錯し、時に激しい対立や議論も起こるが、参加者の目的は一つ。それは「ユダヤ人問題の最終的解決」、つまりユダヤ人の絶滅であった。独ソ戦の戦況が悪化しドイツ本国や占領地域の人的・物的資源が逼迫する中、参加者達は法的な整合性や効率的な抹殺方法を議論し、やがて一つの結論に到達する。

## キャスト
※括弧内は日本語吹替
- ラインハルト・ハイドリヒ国家保安本部長官・親衛隊大将（議長） - ケネス・ブラナー（楠大典）
- アドルフ・アイヒマン親衛隊中佐 - スタンリー・トゥッチ（根本泰彦）
- ヴィルヘルム・シュトゥッカート内務省次官 - コリン・ファース（佐藤祐四）
- ハインリヒ・ミュラー親衛隊中将 - ブレンダン・コイル（佐々木健）
- ゲルハルト・クロップファー党官房法務局長 - イアン・マクニース
- フリードリヒ・ヴィルヘルム・クリツィンガー首相官房局長 - デヴィッド・スレルフォール（岩崎ひろし）
- オットー・ホフマン親衛隊人種・移住本部親衛隊中将 - ニコラス・ウッデソン
- ゲオルク・ライプブラント東部占領地省局長 - ユアン・スチュワート
- アルフレート・マイヤー東部占領地省次官 - ブライアン・ペティファー（桜井敏治）
- マルティン・フランツ・ユリウス・ルター外務省次官補 - ケヴィン・マクナリー（岩田安生）
- エーリヒ・ノイマン四ヵ年計画省次官 - ジョナサン・コイ（田村勝彦）
- ルドルフ・ランゲ、ラトヴィア地区国家保安本部親衛隊少佐 - バーナビー・ケイ
- ヨーゼフ・ビューラーポーランド総督府次官 - ベン・ダニエルズ（新垣樽助）
- カール・エバーハルト・シェーンガルトポーランド総督府国家保安本部親衛隊上級大佐 - ピーター・サリヴァン
- ローラント・フライスラー司法省次官 - オーウェン・ティール